# Koelvitrine

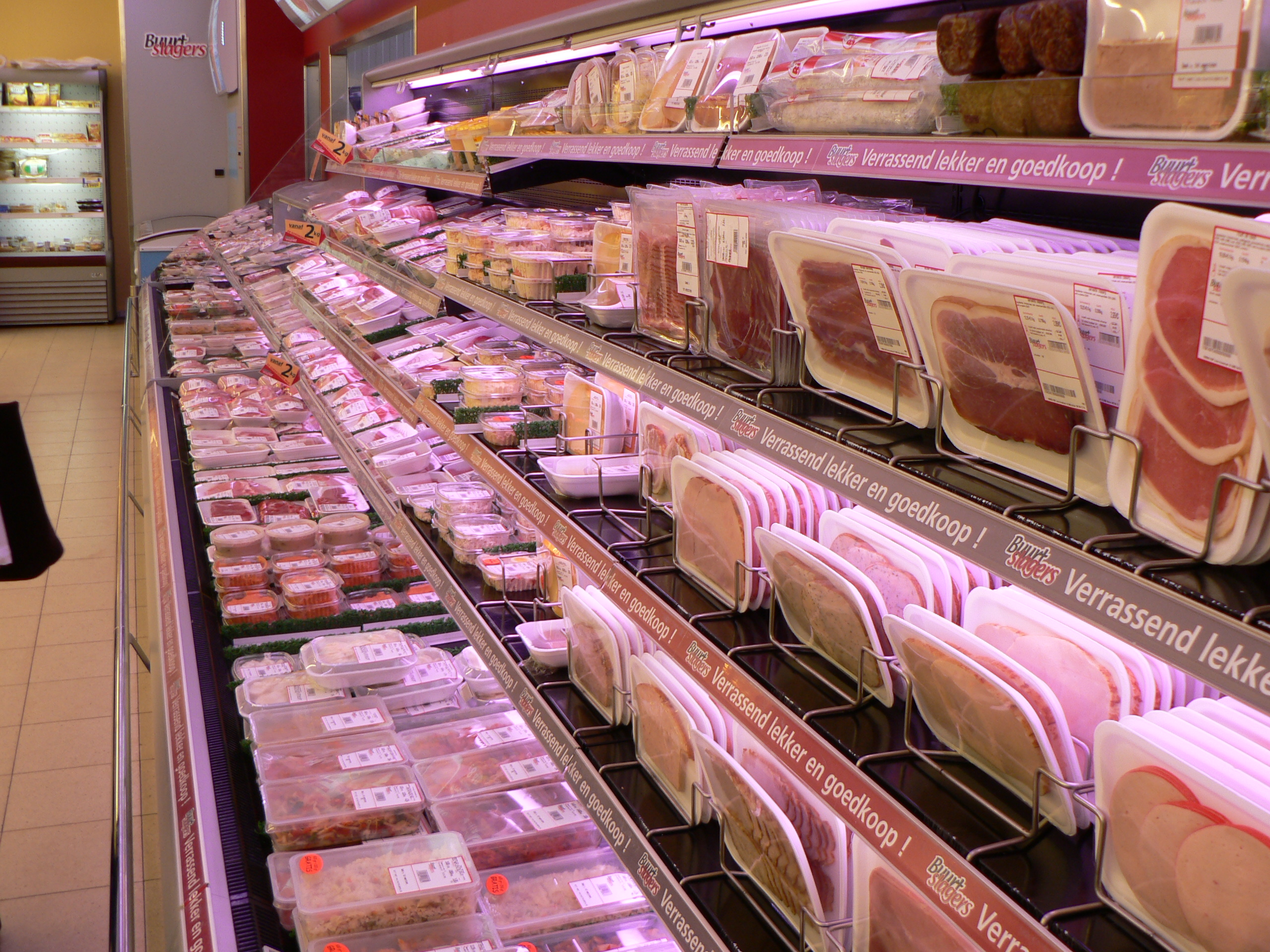

Een koelvitrine is een langwerpige uitstalkast waarin voedselproducten worden getoond die koel bewaard moeten worden teneinde hun versheid te behouden. Ze worden gebruikt in zuivelwinkels, groentewinkels, banketbakkerijen, slagerijen, vishandels en dergelijke, en ook in supermarkten. Daarnaast worden salades en dergelijke in zelfbedieningsrestaurants ook vaak in koelvitrines uitgestald.
Kenmerkend voor een koelvitrine is de toonbankachtige vorm en het venster van gebogen plexiglas. Soms is de koelvitrine toegankelijk voor de winkelier en dient de bovenkant van het venster als toonbank, waarop de aangeboden goederen kunnen worden geplaatst. Het is ook mogelijk dat de klant het venster aan zijn of haar zijde kan openen om het gewenste product uit te nemen.
Koelvitrines zijn gestandaardiseerd volgens de internationale standaard ISO 23953 